# Осипов, Виктор Иванович
Ви́ктор Ива́нович О́сипов (род. 15 апреля 1937, д. Новомихайловка) — советский и российский учёный, грунтовед, инженер-геолог, лауреат Государственной премии СССР (1988), действительный член РАН (1991), доктор геолого-минералогических наук (1977), профессор кафедры инженерной геологии и охраны геологической среды геологического факультета МГУ.

## Биография
Родился 15 апреля 1937 года в д. Новомихайловка Дуванского района Башкирской АССР.
В 1954 году, после окончания Дуванской средней школы, поступил на геологический факультет МГУ, который окончил в 1959 году.
В 1961 году поступил в очную аспирантуру геологического факультета МГУ. В 1964 году защитил кандидатскую диссертацию на тему «Исследование методов определения объемного веса и влажности дисперсных грунтов по рассеянию гамма-лучей и нейтронов».
В 1959—1961 годах — начальник Мещерской учебно-научной базы. На геологическом факультете МГУ — главный геолог Норильской экспедиции (1965),
Работал в Геологическом институте АН СССР: ассистент (1965—1970), старший научный сотрудник (1970—1972), старший научный сотрудник (1972—1975).
1975—1977 — доцент геологического факультета МГУ, с 1977 года работал в должности профессора геологического факультета МГУ и с 1986 года является научным руководителем лаборатории грунтоведения и технической мелиорации кафедры инженерной геологии и охраны геологической среды.
В 1976 году защитил докторскую диссертацию «Физико-химическая природа прочностных и деформационных свойств глинистых пород».
Принимал участие в инженерно-геологических исследованиях долины р. Амура (1958—1959), междуречья Оби и Иртыша (1962—1964), Талнахского горнорудного района (1965—1966), нечернозёмных районов европейской части СССР (1977—1979); с 1984 года осуществляет научное руководство работами по теме «Изучение инженерно-геологических условий юго-восточного Беломорья в связи с разработкой месторождений открытым способом».
Действительный член РАН (1991), член-корреспондент с 1987. С 1997 года работает директором Института геоэкологии РАН.
Председатель Научного совета РАH по инженерной геологии, геоэкологии и геокриологии (с 1989). Член (1980), вице-президент (1986—1990) Международной ассоциации инженеров-геологов. Член специализированных советов при МГУ. Член экспертного совета ВАК (1987). Главный редактор журнала «Геоэкология» (1988).
Подготовил 5 докторов и 22 кандидата наук.
Женат, имеет двоих детей.

## Научная деятельность
Основные направления исследований В. И. Осипова: проблемы инженерной геологии, методики инженерно-геологических изысканий. Разработал теорию контактных взаимодействий в грунтах, развил представления о природе структурных связей и роли ионно-электростатических сил в формировании прочности глин при их обезвоживании, установил основные закономерности прочностного и деформационного поведения пород в зависимости от степени их литификации, рассмотрел природу и условия проявления тиксотропии, набухания, просадочности, плывунности, длительной прочности дисперсных грунтов; внёс вклад в разработку ядерных методов изучения плотности и влажности грунтов.

## Награды и звания
- Орден «За заслуги перед Отечеством» IV степени (2019).
- Медаль ордена «За заслуги перед Отечеством» I степени (2008).
- Медаль ордена «За заслуги перед Отечеством» II степени (1999).
- Медаль «Ветеран труда» (1986).
- Лауреат Государственной премии СССР (1988).
- Лауреат премии Правительства Российской Федерации в области науки и техники (2008).
- Почётная грамота Президента Российской Федерации (5 февраля 2024 года) — за заслуги в развитии отечественной науки, многолетнюю плодотворную деятельность и в связи с 300-летием со дня основания Российской академии наук[5].